# 11743 Jachowski
11743 Jachowski eller 1999 JP130 är en asteroid i huvudbältet som upptäcktes den 22 mars 1999 av LINEAR i Socorro County, New Mexico. Den är uppkallad efter Matthew Douglas Apau Jachowski.
Den tillhör asteroidgruppen Nysa.